# August Bausch
August Bausch   (Bonn, 1818 - 28 de febrer de 1909) va ser un pintor alemany de gènere, retrat i història de l'escola de pintura de Düsseldorf.

## Biografia

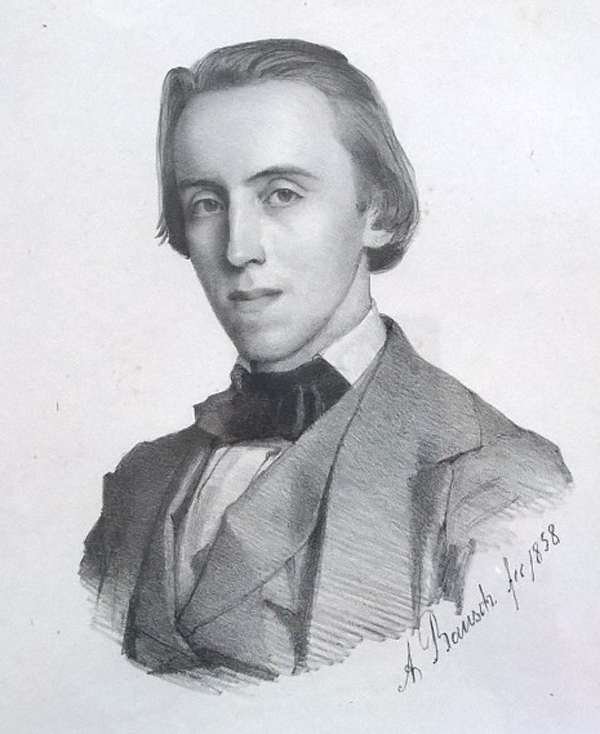
Hermann Deiters, 1858

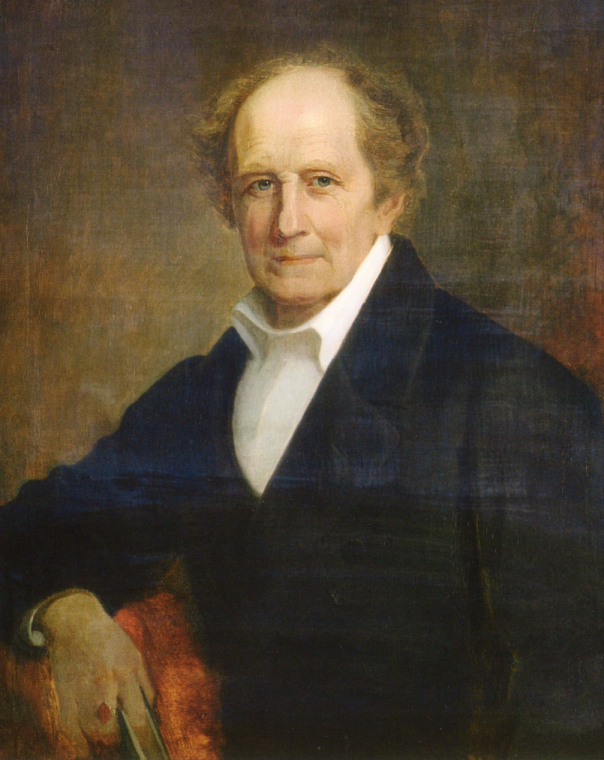
Friedrich Wilhelm August Argelander, c. 1868

Bausch va anar de Bonn a la Kunstakademie Düsseldorf. De 1835 a 1839, Karl Ferdinand Sohn va ser el seu professor allà. Després dels seus estudis, va treballar a Düsseldorf i Bonn. El 1839, va exposar el quadre El sacrifici d'Abraham i Isaac a Frankfurt. Com a pintor d'història, va cridar l'atenció del professor d'art Rudolf Wiegmann amb els seus quadres Gretchen i Martha (després del Faust de Goethe) (1841) i Tempelritter auf der Morgenwache (1843). No obstant això, Bausch es va fer un nom com a retratista i dibuixant de retrats a la seva ciutat natal de Bonn, on va crear especialment retrats d'estudiants, principalment el del seu nebot Hermann Deiters. També és conegut el seu retrat de l'astrònom Friedrich Wilhelm August Argelander de Bonn, pintat cap al 1868.

## Obres
- Der Heilige Servatius im Bischofsornat, 1840[3]
- Orientalische Hafenstadt mit Dschunke und chinesischen Händlerbooten, Öl auf Platte, 32 × 46 cm[4]